# Diesel Auto Camion

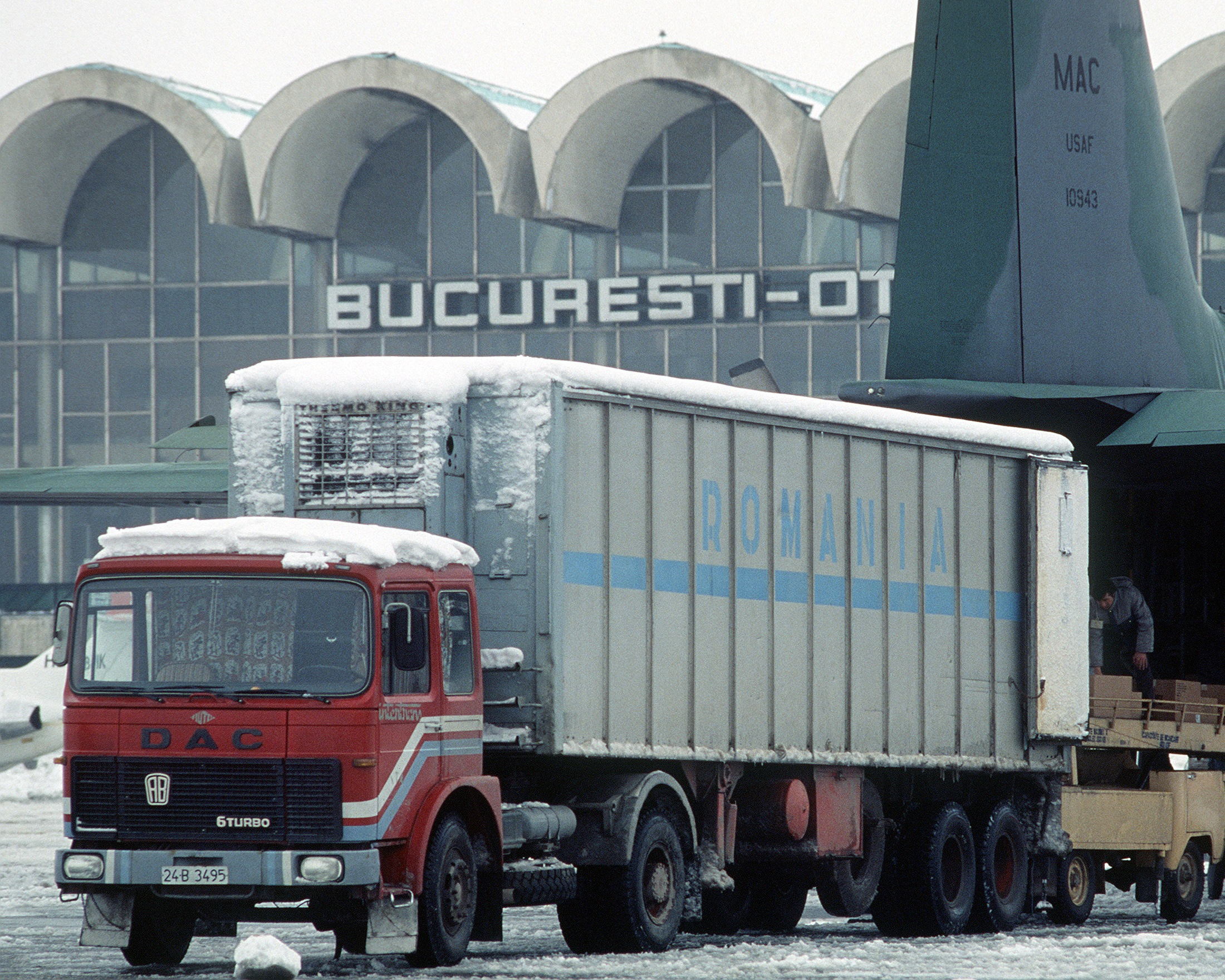
Autocarro DAC, costruito dalla Roman

La designazione Diesel Auto Camion, abbreviato DAC, fu un marchio del costruttore romeno ROMAN e ROCAR.

## Storia
La designazione DAC risale al 1973 da parte della ROMAN. Non è chiaro da quando vennero marchiati DAC anche i bus della ROCAR, ma dal 1975 iniziarono a circolare prodotti marchiati DAC. Dopo la dismissione della ROCAR nel 2002 la ROMAN produce solo con il proprio marchio; con al creazione della S.C. Roman S.A. nel 2004, non vennero più infatti consegnati autocarri a marchio DAC.

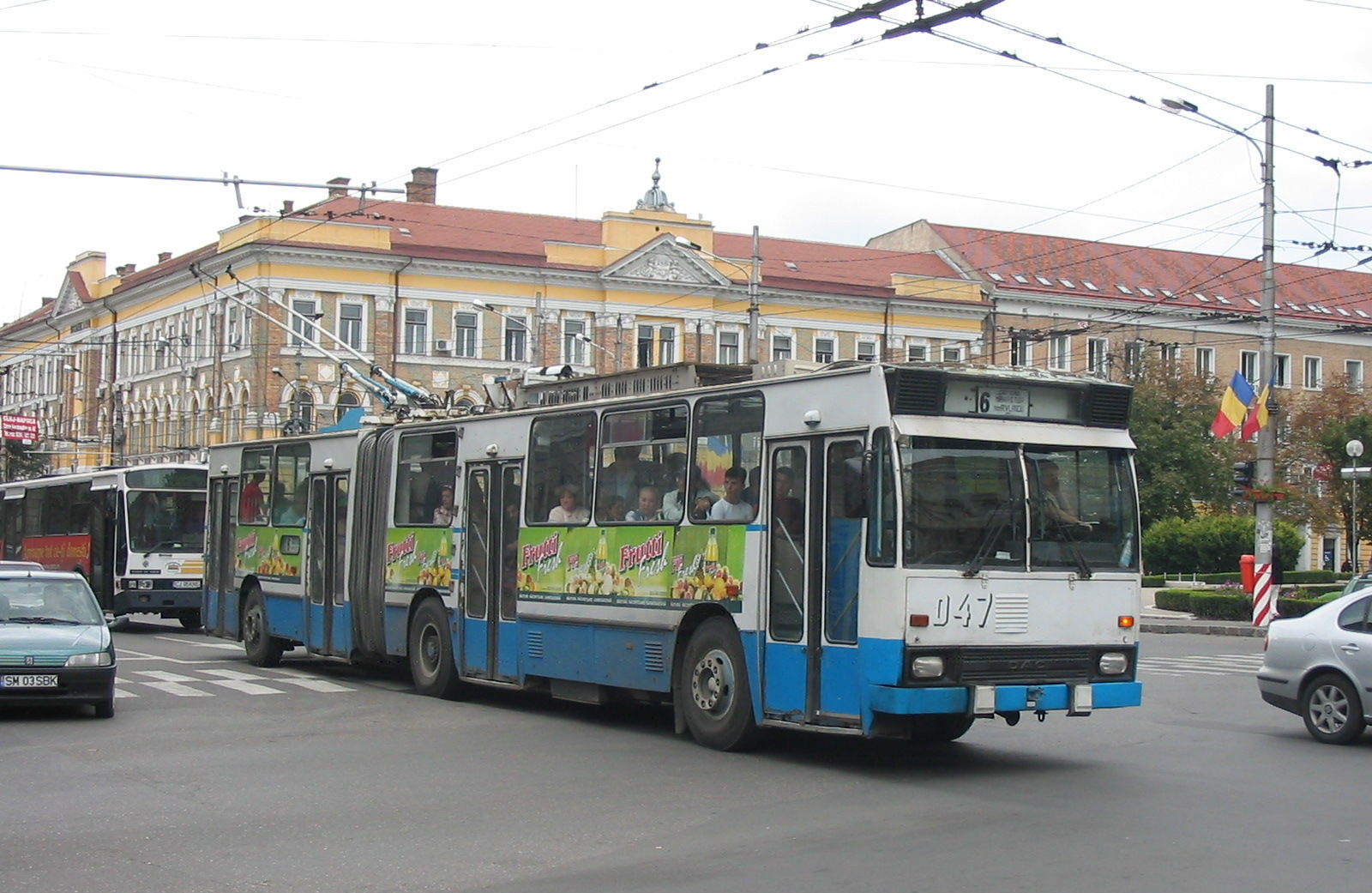
Un DAC 217 E, della ROCAR. Sulla calandra il marchio DAC

## Modelli
Accanto ai modelli della ROMAN vennero prodotti anche autobus e filobus, della ROCAR e ROMAN, a marchio DAC come il DAC 112 E.